# Premiul Globul de Aur pentru cel mai bun actor în rol secundar (film)
Premiul Globul de Aur pentru cel mai bun actor în rol secundar (engleză Best Performance by an Actor in a Supporting Role in a Motion Picture) este un premiu cinematografic decernat anual începând cu anul 1944 de către „Hollywood Foreign Press Association”.

## Lista laureaților
- 1943: Akim Tamiroff în For Whom the Bell Tolls
- 1944: Barry Fitzgerald în Going My Way
- 1945: J. Carrol Naish în A Medal For Benny
- 1946: Clifton Webb în The Razor's Edge
- 1947: Edmund Gwenn în Miracle On 34th Street
- 1948: Walter Huston în The Treasure Of the Sierra Madre
- 1949: James Whitmore în Battleground
- 1950: Edmund Gwenn în Mister 880
- 1951: Peter Ustinov în Quo Vadis
- 1952: Millard Mitchell în My Six Convicts
- 1953: Frank Sinatra în From Here To Eternity
- 1954: Edmond O'Brien în The Barefoot Contessa
- 1955: Arthur Kennedy în Trial
- 1956: Earl Holliman în The Rainmaker
- 1957: Red Buttons în Sayonara
- 1958: Burl Ives în The Big Country
- 1959: Stephen Boyd în Ben-Hur
- 1960: Sal Mineo în Exodus
- 1961: George Chakiris în West Side Story
- 1962: Omar Sharif în Lawrence Of Arabia
- 1963: John Huston în The Cardinal
- 1964: Edmond O'Brien în Seven Days In May
- 1965: Oskar Werner în The Spy Who Came In From the Cold
- 1966: Richard Attenborough în The Sand Pebbles
- 1967: Richard Attenborough în Doctor Dolittle
- 1968: Daniel Massey în Star!
- 1969: Gig Young în They Shoot Horses dans Don't They?
- 1970: John Mills în Ryan's Daughter
- 1971: Ben Johnson în The Last Picture Show
- 1972: Joel Grey în Cabaret
- 1973: John Houseman în The Paper Chase
- 1974: Fred Astaire în The Towering Inferno
- 1975: Richard Benjamin în The Sunshine Boys
- 1976: Laurence Olivier în Marathon Man
- 1977: Peter Firth în Equus
- 1978: John Hurt în Midnight Express
- 1979: ex aequo Melvyn Douglas în Being There și Robert Duvall în Apocalypse Now
- 1980: Timothy Hutton în Ordinary People
- 1981: John Gielgud în Arthur
- 1982: Louis Gossett Jr. în An Officer and A Gentleman
- 1983: Jack Nicholson în Terms Of Endearment
- 1984: Haing S. Ngor în The Killing Fields
- 1985: Klaus Maria Brandauer în Out Of Africa
- 1986: Tom Berenger în Platoon
- 1987: Sean Connery în The Untouchables'
- 1988: Martin Landau în Tucker: The Man and His Dream
- 1989: Denzel Washington în Glory
- 1990: Bruce Davison în Longtime Companion
- 1991: Jack Palance în City Slickers
- 1992: Gene Hackman în Unforgiven
- 1993: Tommy Lee Jones în The Fugitive
- 1994: Martin Landau în Ed Wood
- 1995: Brad Pitt în 12 Monkeys
- 1996: Edward Norton în Primal Fear
- 1997: Burt Reynolds în Boogie Nights
- 1998: Ed Harris în The Truman Show
- 1999: Tom Cruise în Magnolia
- 2000: Benicio Del Toro în Traffic
- 2001: Jim Broadbent în Iris
- 2002: Chris Cooper în Adaptation
- 2003: Tim Robbins în Mystic River
- 2004: Clive Owen în Closer
- 2005: George Clooney în Syriana
- 2006: Eddie Murphy în Dreamgirls
- 2007: Javier Bardem în No Country for Old Men
- 2008: Heath Ledger în The Dark Knight
- 2009: Christoph Waltz în Inglourious Basterds
- 2010: Christian Bale în The Fighter
- 2011: Christopher Plummer în Beginners
- 2012: Christoph Waltz în Django Unchained
- 2013: Jared Leto în Dallas Buyers Club
- 2014: J. K. Simmons în Whiplash
- 2015: Sylvester Stallone în Creed
- 2016: Aaron Taylor-Johnson în Nocturnal Animals
- 2017: Sam Rockwell în Three Billboards Outside Ebbing, Missouri
- 2018: Mahershala Ali în Green Book
- 2019: Brad Pitt în Once Upon a Time in Hollywood
- 2020: Daniel Kaluuya în Judas and the Black Messiah
- 2021: Kodi Smit-McPhee în The Power of the Dog
- 2022: Ke Huy Quan în Everything Everywhere All at Once
- 2023: Robert Downey Jr. în Oppenheimer
- 2024: Kieran Culkin în A Real Pain